# Aelurillus kochi
Aelurillus kochi es una especie de araña araneomorfa del género Aelurillus, tribu Aelurillini, familia Salticidae. La especie fue descrita científicamente por Roewer en 1951.
La longitud del prosoma del macho mide 2,3-2,7 milímetros. La longitud del cuerpo del macho es de 6 milímetros y de la hembra 7,1-8 milímetros. La especie se distribuye por Grecia, Israel, Siria y Emiratos Árabes Unidos.